# Aham
Aham là một đô thị thuộc huyện Landshut trong bang Bayern nước Đức. Đô thị Aham có diện tích 38 km², dân số thời điểm ngày 31 tháng 12 năm 2006 là 1902 người.